# Melvin L. Kohn
Melvin Lester Kohn (* 19. Oktober 1928 in New York; † 19. März 2021) war ein US-amerikanischer Soziologe und emeritierter Professor der Johns Hopkins University. 1987 amtierte er als Präsident der American Sociological Association (ASA). Er wurde durch seine Beiträge zur Sozialstrukturanalyse bekannt.
Kohn machte sein Bachelor-Examen (Psychologie) 1958 an der Cornell University, wo er 1952 zum Ph.D. promoviert wurde (Soziologie und Sozialpsychologie). Nach mehrjähriger Tätigkeit für das National Institute of Mental Health wurde er 1985 Professor an der Johns Hopkins University.
1979 wurde Kohn in die American Academy of Arts and Sciences gewählt.

## Schriften (Auswahl)
- Adventures in sociology. My life as a cross-national scholar. Anthem Press, New York 2019, ISBN 9781785270611.
- The development of a theory of social structure and personality. Anthem Press/Union Bridge Books, London 2019, ISBN 978-1-78527-066-6.
- Analysis of situational patterning in intergroup relations. Arno Press, New York 1980, ISBN 0405129785.
- Class and conformity. A study in values, with a reassessment. 2. Auflage, University of Chicago Press, Chicago 1977, ISBN 0226450309.